# Chrysuronia coeruleogularis
El colibrí gorgizafiro (Chrysuronia coeruleogularis), también llamado colibrí garganta de zafiro, colibrí gorjizafiro, colibrí zafirino, colibrí gorguizafiro o tucusito de garganta morada, es una especie de ave apodiforme de la familia Trochilidae —los colibríes— perteneciente al numeroso género  Chrysuronia, anteriormente incluida en el género  Lepidopyga . Es nativa del este de América Central y  noroeste de América del Sur.

## Descripción
Mide 9 cm de largo, y se distingue por su cola ahorquillada. El macho posee una coloración verde brillante por todo el cuerpo, con la garganta azul-violeta y la cola oscura. Las partes inferiores de la hembra son blancas desde la garganta hasta su parte posterior y posee manchas verdes distintivas en los laterales del pecho.

## Distribución y hábitat
Es una especie de colibrí verde metálico brillante que se encuentra en Panamá, Colombia, y más recientemente en Costa Rica. Existen tres subespecies de colibrí gorgizafiro Lepidopyga coeruleogularis coeruleogularis, Lepidopyga coeruleogularis coelina, y Lepidopyga coeruleogularis conifis.
Habita en manglares, arbustos y bosques abiertos, sin embargo puede adaptarse a otros ambientes de ser necesario.